# El Güegüense

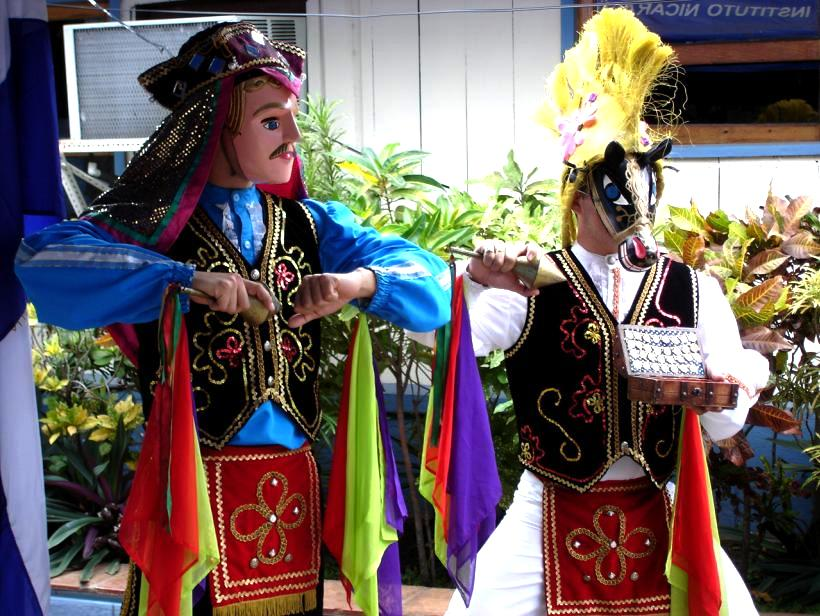

El Güegüense (ook bekend als Macho Ratón) is een satirisch drama uit Nicaragua. Het wordt gezien als de meest opvallende uitingen van het koloniale tijdperk van Latijns-Amerika, het is een folkloristisch hoogstandje met muziek, dans en theater. Er worden maskers gebruikt tijdens de opvoeringen.
De naam komt van het centrale karakter in het stuk, El Güegüense, dit komt van het Nahuatl huehue (oude man of wijze man).
El Güegüense wordt opgevoerd tijdens het feest van San Sebastian in Diriamba van 17 tot 27 januari. Het stuk is geschreven door een anonieme schrijver in de zestiende eeuw. Hiermee is het een van 's werelds oudste theatrale danswerken in het westelijk halfrond. Het werd eeuwenlang mondeling overgedragen, totdat het in 1942 voor het eerst in een boek werd gepubliceerd. Volgens het eerste geschreven exemplaar heeft de plot 314 regels. Het was in Nahuatl en Spaans geschreven.
Sinds 2005 staat El Güegüense vermeld op de Lijst van Meesterwerken van het Orale en Immateriële Erfgoed van de Mensheid.
Er is een monument in Managua (in het midden van een rotonde) ter ere van El Güegüense.